# Quercus substellata
Quercus substellata är en bokväxtart som beskrevs av William Trelease. Quercus substellata ingår i släktet ekar, och familjen bokväxter.
Artens utbredningsområde är New Jersey. Inga underarter finns listade i Catalogue of Life.